# Edson Ratinho
Edson Ramos Silva (João Pessoa, Brasil, 31 de mayo de 1986) es un exjugador de fútbol brasileño que se desempeñaba como defensa.

## Trayectoria

### Clubes
| Club                      | País       | Año       |
| ------------------------- | ---------- | --------- |
| Mogi Mirim EC             | Brasil     | 2007      |
| AEK Atenas FC             | Grecia     | 2007-2008 |
| Mogi Mirim EC             | Brasil     | 2009      |
| PFC Bunyodkor             | Uzbekistán | 2009-2010 |
| Mallorca                  | España     | 2010-2012 |
| São Paulo (cedido)        | Brasil     | 2011      |
| Mogi Mirim EC             | Brasil     | 2012      |
| SC Internacional (cedido) | Brasil     | 2012      |
| AD São Caetano            | Brasil     | 2013      |
| Mogi Mirim EC             | Brasil     | 2013-2015 |
| Joinville EC (cedido)     | Brasil     | 2014      |
| Joinville EC              | Brasil     | 2015-2016 |
| Paysandu SC               | Brasil     | 2016      |
| CRB                       | Brasil     | 2017-2018 |
| EC São Bento              | Brasil     | 2019      |
| Joinville EC              | Brasil     | 2020-2021 |
| Santa Cruz                | Brasil     | 2022      |